# Kassakou
Kassakou est un arrondissement sous la tutelle de la commune de Kandi dans le département de l'Alibori, au nord-est du Bénin,,,. 

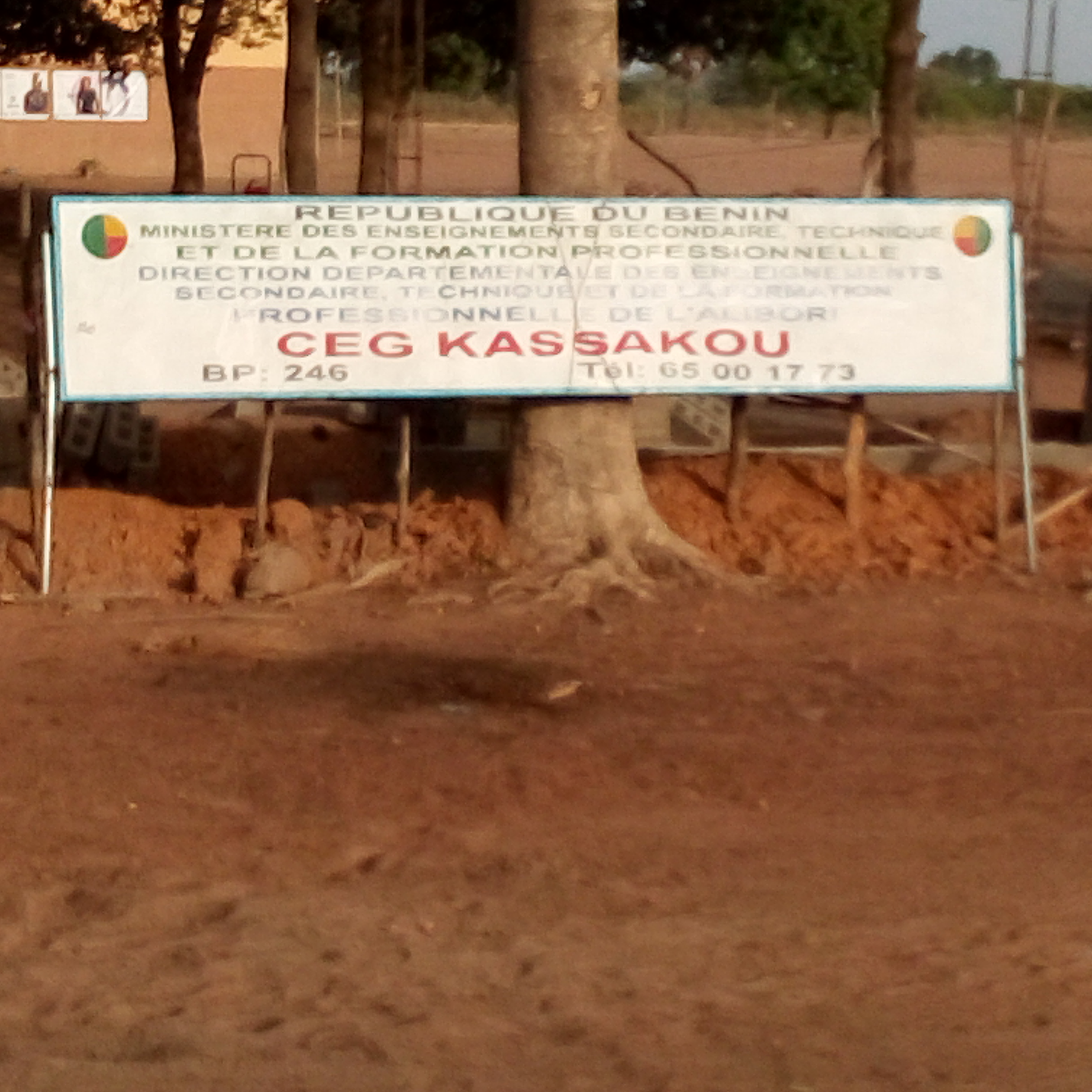
CEG Kassakou

L'arrondissement est constitué de trois quartiers : Kassakou, Pade et Pegon, qui comptent respectivement selon un rapport de février 2016 de l'Institut National de la Statistique et de l'Analyse Économique (INSAE) du Bénin intitulé Effectifs de la population des villages et quartiers de ville du Bénin (RGPH-4, 2013), 4 750, 2 909 et 3 923 habitants. Ce qui fait que la population de Kassakou s'élève à 11 582 habitants.

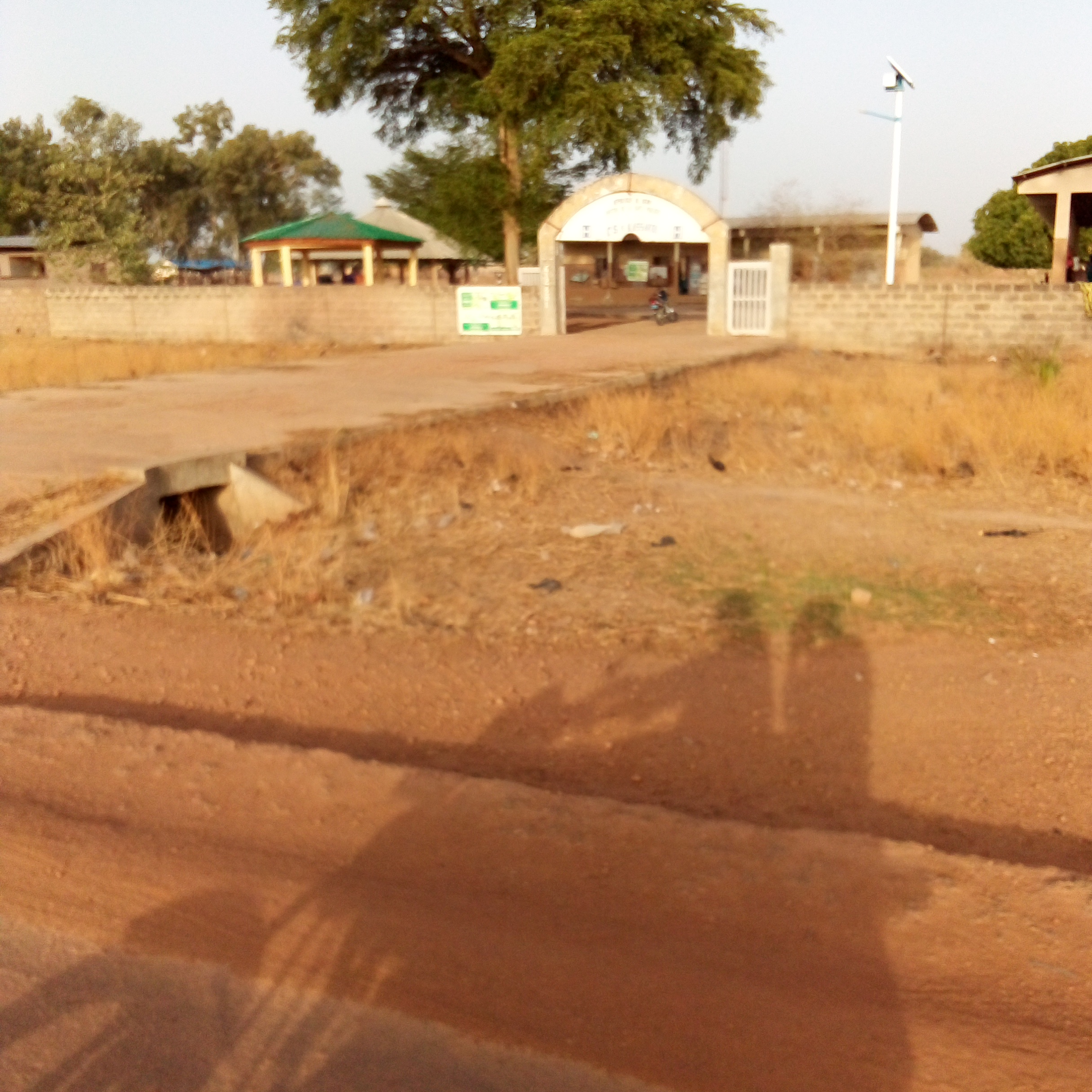
Entrée de l'école primaire publique de Kassakou